# PaintShop Pro

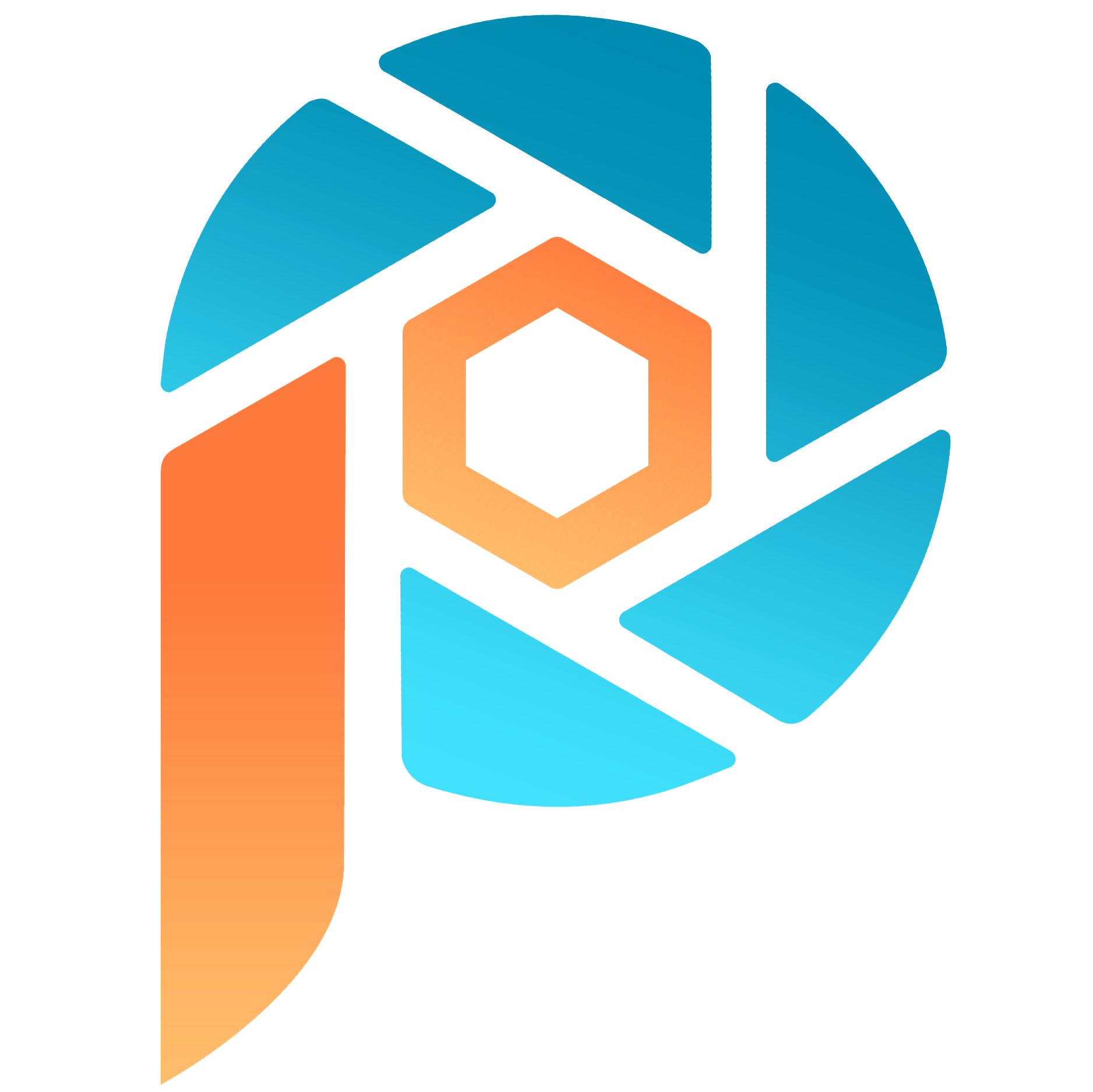
Logo (seit 2023)

PaintShop Pro (auch Paint Shop Pro oder häufig abgekürzt PSP) ist ein Bildbearbeitungsprogramm des kanadischen Softwareherstellers Corel für Windows-Betriebssysteme. Es unterstützt Raster- und Vektorgrafik. Ursprünglich wurde Paint Shop Pro ab 1992 bei Jasc Software entwickelt. Corel übernahm das Unternehmen im Oktober 2004 und veröffentlicht seither jedes Jahr eine neue Version.
In den ersten Jahren stand das Programm unter einer Evaluierungs-Lizenz zur freien Verfügung und gewann in kurzer Zeit eine große Benutzergemeinde. Aus deren Anregung und konstruktiver Kritik entwickelte sich das zunächst nur als Bildbetrachter und Grafik-Konverter geplante Anwendungsprogramm zum Allroundwerkzeug für den (semi-)professionellen Bereich.

## Geschichte
Die erste Version der Software entwickelte Robert Voit im Jahr 1992, nachdem er im Vorjahr das Unternehmen Jasc Software gegründet hatte. JASC war ein Akronym, dem nachgesagt wird, eigentlich für „Just Another Software Company“ (zu Deutsch etwa: einfach ein weiteres Softwareunternehmen) gestanden zu haben. Mit zunehmendem Erfolg von Paint Shop Pro und damit auch wachsender Bekanntheit des Unternehmens erklärte Robert Voit „Jets and Software Company“ (zu Deutsch: Flugzeuge und Softwareunternehmen) zur offiziellen Bedeutung. Die Erwähnung von Flugzeugen bezieht sich wohl auf seine frühere berufliche Erfahrung. Vor der Firmengründung arbeitete er als Pilot bei Northwest Airlines.
Im Herbst 2004 wurde das Unternehmen durch die Corel Corporation übernommen, die damit ihre Produktpalette um CorelDraw abrunden wollte. Im September 2005 brachte Corel mit Corel Paint Shop Pro X (als römische Zahl für Version 10) die erste eigene Paint-Shop-Pro-Version auf den Markt. Version 11 (XI) folgte im September 2006. Mit dieser Veröffentlichung ging eine Umbenennung in Corel Paint Shop Pro Photo einher. Im September 2007 wurde die Version 12 unter dem Namen Corel Paint Shop Pro Photo X2 veröffentlicht, die unter anderem die Möglichkeit beinhaltete, das Aussehen des Programms mit Skins anzupassen.
Ein Jahr später, im September 2008, erschien eine erweiterte Version von Version 12 unter dem Namen Corel Paint Shop Pro Photo X2 Ultimate. Von der Basisversion der Software unterschied sie sich mit der Unterstützung von Rohdaten (RAW) und erweiterten Tools zur Bildoptimierung und Verfremdung. Zudem wurde der Background Remover verbessert, der das Freistellen von Objekten noch einfacher gestaltet. Neu hinzu zum Paket kam neben Corel Painter Photo Essentials 4 eine Software zur Datenrettung gelöschter Fotos.
Im Januar 2010 brachte Corel die Version Paint Shop Photo Pro X3 auf den Markt. Neu hinzugekommen sind unter anderem ein Kamera-RAW-Editor, Automatisierung von Bearbeitungen zur Anwendung weiterer Bilder und neue Benutzeroberfläche des Fotoverwalters. Mit der Version X4, die im September 2011 veröffentlicht wurde, wurde unter anderem ein HDR-Modul zum Zusammenfügen unterschiedlich belichteter Aufnahmen eines Motivs und eine Funktion zur nachträglichen Vignettierung eines Fotos hinzugefügt. Und erstmals seit Übernahme durch Corel sind neue Anpassungsebenen implementiert worden. Die Software ist darüber hinaus als sogenannte Ultimate-Version erschienen, die zusätzlich lizenzfreie Bilder, einige digitale Filter des Herstellers Nik Software und das Kompressionsprogramm WinZip Pro umfasst. Im September 2012 erschien Version X5 mit Neuerungen wie z. B. Gesichtserkennung, Geotagging, Pseudo-HDR-Effekt aus den einzelnen Raw-Fotos und neue sofortige Effekte.
Im September 2013 erschien Version X6, die erstmals nativ 64-Bit-Prozessorarchitekturen unterstützt. Nebenbei wurde die Benutzeroberfläche überarbeitet und die Geschwindigkeit verschiedener Funktionen verbessert, vor allem das Zusammenfügen von HDR-Bildern.

### Versionshistorie
| Version     | Veröffentlichungsdatum | Bemerkungen |
| ----------- | ---------------------- | --- |
| 0.9         | 1990                   | |
| 1.0         | 1992                   | |
| 2.0         | August 1993            | Einführung der frei schwebenden Werkzeugleiste |
| 3.0         | August 1993            | |
| 3.12        | 1. Juli 1996           | 16/32-bit für Win32s, Windows 95, Windows NT 4.0 |
| 4.0         | Juli 1996              | |
| 5.0         | April 1998             | Grundlegende Überarbeitung der Benutzerschnittstelle (GUI), sowie Unterstützung von Ebenen |
| 6.0         | September 1999         | Unterstützung für Vektorgrafik |
| 7.0         | 2000 September         | |
| 8.0         | 2003 April             | Makro-Skriptsprache Python, erweiterte Funktionen (neue Filter, vollautomatische Korrekturen usw.). Zusatzprogramme in speziellen Editionen: Photo Album 4, Xtras—Creative Edition 1 / 2, Animation Shop |
| 9.0         | 2004 August            | Versionsgeschichte, neue Filter, RAW-Unterstützung; die Versionslinie 9.x war die letzte von JASC veröffentlichte PSP-Version, aufgrund der Übernahme durch Corel |
| X (10.0)    | September 2005         | Umbenennung in "Corel Paint Shop Pro X", neugestaltete Hilfe und Einführungslektion, verschiedene neue Löschwerkzeuge, 48-Bit-Farbunterstützung (16 Bit pro Kanal), Bilder-Browser, neue Filter und Korrekturmöglichkeiten. |
| XI (11.0)   | September 2006         | Vollständige Umstellung auf die neuen römischen Versionsnummern (XI), verbesserte RAW-Unterstützung, sonstige Verbesserungen |
| X2 (12.0)   | September 2007         | Neues Design der Arbeitsoberfläche, Ebenenstile. Windows 2000 wird ab dieser Version nicht mehr unterstützt. Die Version 12.5, auch bezeichnet als "X2 Ultimate Edition" erhielt neben einigen neuen Funktionen und Fehlerkorrekturen auch offiziell die Unterstützung für Windows Vista                                                         |
| X3 (13.0)   | 25. Januar 2010        | Windows 7-Unterstützung, neue Verwaltungsfunktion, erweiterte Stapelverarbeitungsfunktionen, erweiterte RAW-Verarbeitung (Lab), Unterstützung für HD-Videos |
| X4 (14.0)   | 5. September 2011      | Neue Benutzeroberfläche mit Arbeitsbereichen, Photo Blend-Funktion, verbesserte HDR-Funktion. Die "Ultimate version" beinhaltet Zusatzsoftware wie "Nik Color Efex Pro 3.0" und ausgewählte Fotos aus Fotolia und Picture Tubes. |
| X5 (15.0)   | 5. September 2012      | Ulead PhotoExplorer als neue Programmbasis verwendet, Gesichtserkennung, neue Filter und Effekte, Mehrfach-Skript-Ausführung, Unterstützung für Photoshop Pinsel, |
| X6 (16.0)   | 4. September 2013      | 64-Bit, verbesserte Verarbeitungsgeschwindigkeit, verbesserte Unterstützung für Adobe Photoshop Plug-ins, intelligente Auswahlwerkzeuge. |
| X7 (17.0)   | 27. August 2014        | Magic-Fill-Funktion, verbesserte Verarbeitungsgeschwindigkeit, neue Tools und Effekte, Unterstützung des XMP-Dateiformats. |
| X8 (18.0)   | 19. August 2015        | Text Wrapping, Magic Move Werkzeug, verbesserter Batch Mode, Unterstützung für 4K-Bildschirme, neue Tools und Effekte. |
| X9 (19.0)   | 16. August 2016        | Erweiterung von Screenshot- und Screen-Capture-Funktionen, Export/Import des Bearbeitungsverlaufs, verbesserte Unterstützung für Eingabestifte und Tablets, neues Werkzeug für Farbverläufe, intelligente Fotokorrektur über Stapelverarbeitung, Einführung von Projektvorlagen und neue Texteffekte.                                            |
| 2018 (20.0) | 9. August 2017         | Neu: Arbeitsbereiche „Grundelemente“ und „Komplett“, Anpassung und Kontrolle, dokumentbezogene Reglerwerte, Klonüberzug, Registerkarte 'Willkommen', schnelle Anpassung und schnelle Vorschau, Textwerkzeug. Optimiert: Leistung der Werkzeuge, Beschnittwerkzeug, Pipettenwerkzeug, Werkzeug für Farbverlaufsfüllungen, Startzeit der Anwendung |
| 2019 (21.0) | 8. August 2018         | Korrekturen und höhere Geschwindigkeit, vor allem durch ein neues Beschnittwerkzeug. Unterstützung weiterer Eingabestifte, Grafiktablets und 360°-Kameras. Neu: „Fotomal-Vorseinstellungen“ (Pic-to-Painting). Entfernt: Die „Leute suchen“-Funktion wurde mit PaintShop Pro 2019 Update 1 entfernt.                                             |
| 2020 (22.0) | 1. August 2019         | Überarbeitung des Textwerkzeugs und der Fotomal-Funktion (Pic-to-Painting). Neue Werkzeuge SmartClone, Arbeitsbereich "Fotografie" und Verfeinerungspinsel. |
| 2021 (23.0) | 6. August 2020         | AI Funktionen: Upsampling, Artifact Removal, Denoise, Style Transfer. |
| 2022 (24.0) | 5. August 2021         | AI Funktionen für die Erkennung und Bearbeitung oder den kompletten Austausch des Bildhintergrund. Neues Rahmenwerkzeug und Unterstützung der Dateiformate HEIC und HEIF |